# Frieden von Utrecht (1474)
Der Frieden von Utrecht wurde 1474 in Utrecht zur Beendigung des 1469 begonnenen Hansisch-Englischen Krieges zwischen der Hanse und England geschlossen.
Das Eindringen englischer Kaufleute, der Merchant Adventurer, in den Ostseeraum (Umlandfahrer) und die ständigen Drangsalierungen des Stalhof, des Kontors der Hansestädte in London, durch die englische Krone führte 1470 zu einem gemeinsamen Krieg der Städte des Wendischen und des Preußischen Viertels der Hanse. Dieser Krieg wurde als Seekrieg in Form eines Kaperkrieges geführt. Bekanntestes Schiff dieses Seekrieges ist die von dem Kapitän Paul Beneke geführte Peter von Danzig.
Der Frieden von Utrecht brachte für die Hansestädte unter der Verhandlungsführung des Lübecker Bürgermeisters Hinrich Castorp, des Lübecker Syndicus Johannes Osthusen, des Hamburger Bürgermeisters Hinrich Murmester und des Hamburger Ratsherrn Henning Büring einen günstigen Abschluss: Das Vordringen englischer Fernkaufleute in den Ostseeraum und deren Handlungsspielräume dort wurden eingeschränkt, der Stalhof in London gesichert, die Privilegien der Hanse dort weitgehend bestätigt und sie wurde mit 10 000 englischen Pfund entschädigt. Das Hanseatic Warehouse in King’s Lynn wurde 1475 im Rahmen des Vertrages von Utrecht errichtet, es wurde als solches bis 1751 genutzt und ist das einzige noch erhaltene Gebäude der Hanse in England.
Das Ergebnis förderte auf Jahre den Tuchhandel der hansischen Städte. Für das durch die Rosenkriege krisengeschüttelte England unter König Eduard IV. von England wurde die Sicherheit des Seeverkehrs wiederhergestellt.